# El ritmo de mi corazón (álbum de Grupo 5)
El ritmo de mi corazón es un álbum de estudio de la orquesta Grupo 5, publicado en 2012. Este álbum es la primera participación de Christian Yaipén como vocalista. Incluye temas de grandes autores como Gianmarco Zignago y Gloria Estefan.
.

## Lista de canciones
| N.º | Título                                | Letras                   | Intérprete(s)        | Duración |  |
| 1.  | «El ritmo de mi corazón»              | Gianmarco Zignago        | Dantes Cardosa       | 3:43     |  |
| 2.  | «La subienda»                         | Gabriel Romero           | Dantes Cardosa       | 4:26     |  |
| 3.  | «Qué pena»                            |                          | Lucho Paz            | 3:25     |  |
| 4.  | «Alma enamorada» (segunda versión)    |                          | Lucho Paz            | 3:15     |  |
| 5.  | «Número equivocado» (segunda versión) |                          | Christian Yaipén     | 3:31     |  |
| 6.  | «Mi buen amor»                        | Gloria Estefan, Estéfano | Dantes Cardosa       | 4:48     |  |
| 7.  | «Domitila»                            | Gianmarco Zignago        | Dantes Cardosa       | 3:33     |  |
| 8.  | «Si no arriesgo»                      |                          | Ángelo Fukuy         | 3:46     |  |
| 9.  | «Júrame» (segunda versión)            | Miguel Laura             | Lucho Paz            | 3:00     |  |
| 10. | «No lloro por ti» (tercera versión)   |                          | Lucho Paz            | 3:58     |  |
| 11. | «Lástima por ti» (segunda versión)    |                          | Jairo Antonio Arbulú | 2:53     |  |
| 12. | «Mamá soltera»                        | Álex Agapito             | Jairo Antonio Arbulú | 3:49     |  |

## Versión remasterizada
En el año 2020, Grupo 5 lanzaría una remasterización con los primeros 10 temas del álbum oficial, interpretadas por el vocalista líder Christian Yaipén.

## Créditos

### Músicos
- Bajo: Élmer Yaipén Jr., Max Arévalo
- Cantantes: Dantes Cardosa, Lucho Paz, Christian Yaipén, Jairo Antonio Arbulú, Ángelo Fukuy
- Coros: Lucho Paz, Jairo Antonio Arbulú, Dantes Cardosa
- Timbales: Andy Yaipén

### Producción
- Arreglos: Élmer Yaipén Jr., Andy Yaipén
- Dirección general: Élmer Yaipén Jr.
- Dirección musical: Andy Yaipén